# Мегалограптус
Мегалограптус е изчезнал род примитивни евриптериди, който получава широко разпространение по време на горен ордовик, по-конкретно по време на етажа Катий. Живее преди около 445 милиона години и достига около 75 см на дължина. За разлика от други евриптериди (т.нар. морски скорпиони), представителите на рода не обитават крайбрежни води, а моретата. Фосилизирани екскременти, принадлежащи на вида Megalograptus ohioensis показват, че представителите на този вид вероятно са канибали.

## Телесни характеристики
Представителите на рода Мегалограптус достигат от 49 см до 78 см на дължина. Те притежават предни крайници, които използват за сграбчване на плячка. Тези крайници притежават шипове и имат различни предназначения. Най-големите на размер крайници (на английски: Appendage III) са изключително гъвкави и притежават уголемени шипове, с които се захваща и задържа плячката, а двойката крайници, кръстени Appendage II са предназначени за разкъсване на жертвата.  Представителите на Мегалограптус, заедно с представителите на близки по родственост родове, притежават по повече от две двойки шипове по подомерите на четвъртия крайник (Appendage IV), както и липсата на шипове по петия крайник.
Мегалограптус притежава уголемени люспи в центъра на опистосомалните си тергити (дорзално изпъкнали части), както и карапакс, сочещ напред. За разлика от повечето други групи евриптериди, представителите на рода Мегалограптус не притежават изострен телсон (най-крайната част при екзоскелета на членестоногите), а плосък сегмент.
При вторият крак, използван за придвижване от представителите на рода, има 8 стави.